# 人生の幻影
『人生の幻影』（じんせいのげんえい、フランス語: Mirage de la vie, 「人生の幻影」の意）は、1983年（昭和58年）製作・放映、ダニエル・シュミット監督によるスイスのテレビ映画、ドキュメンタリー映画であり、日本では1986年（昭和61年）に中篇劇映画として劇場公開された。

## 略歴・概要
ドイツ・ハンブルクに生まれ、ドイツとアメリカ合衆国で映画的キャリアを経た映画監督ダグラス・サークの1983年現在と、サークの作品を引用しながら彼の足跡を追う。サークは1959年（昭和34年）にアメリカで監督した映画『悲しみは空の彼方に』を発表したのち、スイスのイタリア語圏・ティチーノ州ルガーノに夫人のヒルデ・ジャリーとともに住む。
本作を製作・放映したテレヴィジオン・スイス・ロマンドは、スイスのジュネーヴにあるフランス語圏向けのフランス語の放送局で、本作の原題はフランス語で Mirage de la vie と名付けられたが、作品中で使用される言語は、ドイツ語と英語である。この原題は『悲しみは空の彼方に』のフランス語圏でのタイトルと同一である。
サークは、本作の放映の4年後、1987年（昭和62年）1月14日に同地で亡くなった。

## スタッフ・作品データ
- 監督 : ダニエル・シュミット
- 撮影 : レナート・ベルタ
- 美術 : ラウール・ヒメネス
- 録音・編集 : リュック・イェルサン

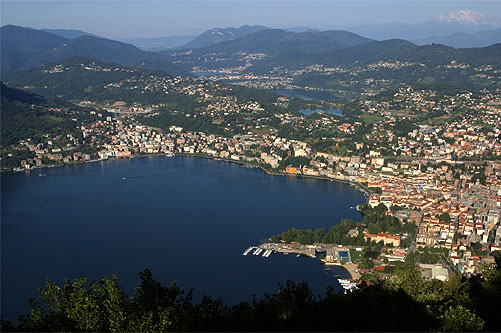
ロケ地・ルガーノの町。

- フォーマット : カラー映画（アーカイヴ部分一部白黒映画） - スタンダード・サイズ（1.37:1, 16ミリフィルム） - モノラル録音
- 初回興行 : 神田駿河台・アテネ・フランセ文化センター
- 日本語字幕 : 岡枝慎二

## キャスト
- ダグラス・サーク
- ヒルデ・ジャリー （サーク夫人）
- ダニエル・シュミット
- レナート・ベルタ

## アーカイヴ・フッテージ
下記のダグラス・サーク監督作品が本篇内で引用された。
- 『天が許し給うすべてのもの』 All That Heaven Allows
- 『必ず明日は来る』 There's Always Tomorrow
- 『スキャンダル・イン・パリ』 A Scandal in Paris
- 『風と共に散る』 Written on the Wind
- 『悲しみは空の彼方に』 Imitation of Life

## ギャラリー

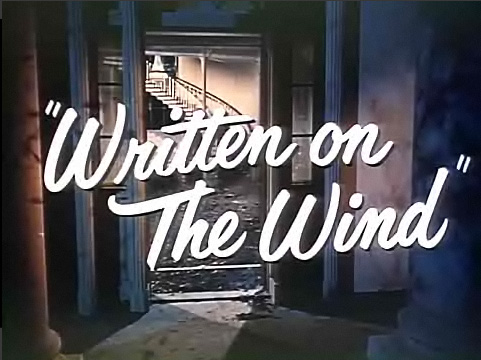
『風と共に散る』。
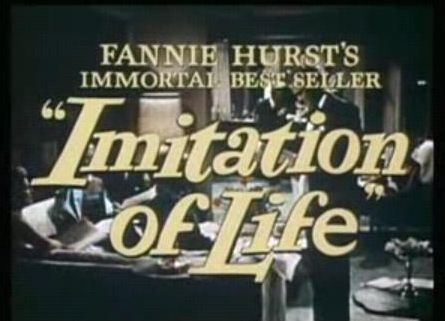
『悲しみは空の彼方に』。

## 関連事項
- 模倣の人生
- 悲しみは空の彼方に

## 註
1. 1 2 3  Mirage de la vie, Internet Movie Database （英語）、2010年2月2日閲覧。
2. 1 2 3 4 5  人生の幻影、キネマ旬報映画データベース、2010年2月2日閲覧。
3. ↑  Duglas Sirk - IMDb（英語）, 2010年2月2日閲覧。